# Antoine de Vinck
Antoine de Vinck (* 16. April 1924 in Kortenaken, Belgien; † 13. Mai 1992 in Auxerre, Frankreich) war ein belgischer Keramiker.

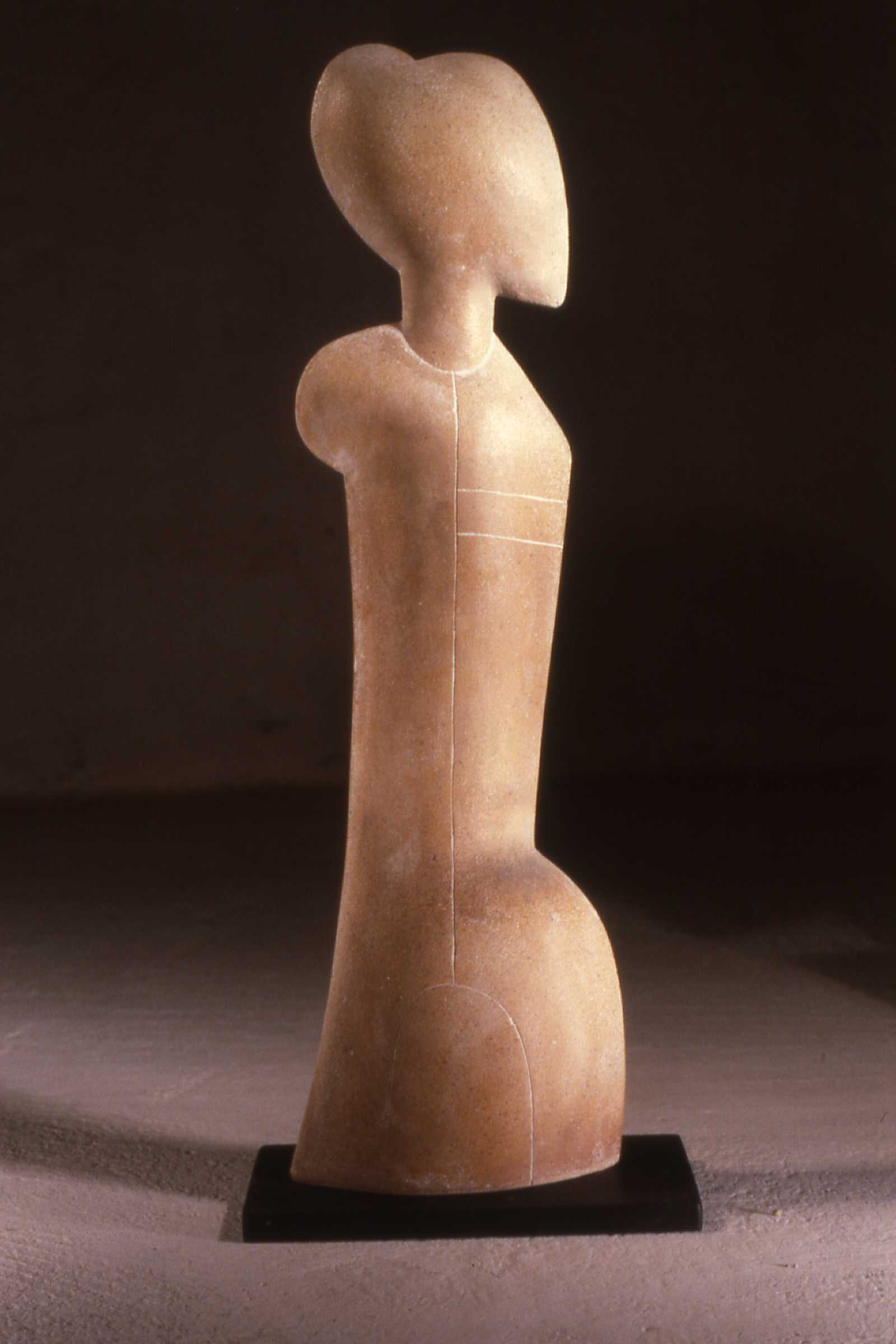
Eine Plastik Antoine de Vincks aus der „Atlantes“-Serie – 1987

## Leben
Antoine de Vinck studierte 6 Jahre lang Philosophie und Theologie und begann im Anschluss daran 1948 seine künstlerische Tätigkeit als Zeichner, Buchillustrator, Schnitzer und Bildhauer.
Die Lektüre des Potter’s book von Bernard Leach brachte ihn dazu, mit seinem Freund Guy de Sauvage eine Keramiker-Ausbildung zu beginnen, und die beiden konstruierten gemeinsam einen Holzofen.
1951/52 belegte Antoine de Vinck Kurse an der 'École nationale supérieure des arts visuels' (La Cambre) in Brüssel, wo er mit dem Keramiker Pierre Caille und dem Bildhauer Oscar Jespers zusammenarbeitete.
Schließlich begab er sich nach Frankreich und traf sich dort mit den Keramikern Jean und Jacqueline Lerat in La Borne, mit Norbert und Jeannette Pierlot in Ratilly und mit Daniel de Montmollin in Taizé.
1954 eröffnete er in Kraainem, in der Nähe von Brüssel, sein eigenes Atelier und baut seinen zweiten Holzofen. Er trifft mit Bernard Leach zusammen und beginnt, dessen Buch ins Französische zu übersetzen.
Anlässlich der Weltausstellung (Exposition Universelle) in Brüssel, 1958, erstellte er für den Pavillon des „Syndicat Congo Mines“ eine riesige Wand aus Keramik, in Zusammenarbeit mit seinem Freund und Bildhauer Jean-Paul Emonds-Alt.
Neben seiner Tätigkeit als Bildhauer und Keramiker, befasste sich Vinck von 1960 bis 1975 in Verbindung mit dem World Crafts Council (WCC) auch mit Industrie-Design und insbesondere mit dem Entwurf von Holzspielzeugen.
Bei der Herstellung eines Teiles seiner Keramikarbeiten (Geschirr, Vasen, Waschbecken, Aschenbechern etc.) brachte er deutlich seine persönliche Anschauung über Design zum Ausdruck.
Für die Skulptur L'arbre (Der Baum) wird er 1970 mit einem der Preise des Internationalen Keramik-Wettbewerbes von Faenza ausgezeichnet.
1977 wurde er Mitglied der Académie internationale de céramique.
1984 übersiedelte er nach Treigny (Burgund, Frankreich).

## Werk
Antoine de Vinck gilt als einer der Meister der modernen Keramikkunst der Nachkriegszeit im europäischen Raum.
Sein Werk besteht nicht nur aus üblichen Töpferarbeiten, wie Tafelgeschirr, Vasen, Schüsseln und Schalen, sondern auch aus Skulpturen.
Er war für hohe Qualitätsansprüche bekannt und galt als Urheber für den Einsatz von Strenge und Genauigkeit beim Töpfern. Seine Arbeit, die er mit den Augen eines Designers betrachtete, war von starken Prinzipien geprägt.
„Der Gegenstand muss im höchsten Masse den erwarteten Ansprüchen entsprechen. Er muss das leibliche Wohl des Benutzers zufriedenstellen und seine Grundfunktion klar zum Ausdruck bringen.“
Was seine Skulpturen betrifft, hat Antoine de Vinck eine eigene Arbeitstechnik entwickelt. Er fügte Tonplatten aneinander, vergleichbar mit einem Couturier, der Stoffstücke verbindet.
Er benutzte auch Formen, deren Inneres dazu diente, neue Motive und Texturen zu entwickeln. Diese Arbeitsweise trifft insbesondere auf seine Stèles (Stelen) und Bétyles zu.
Der größte Teil seiner Arbeiten besteht aus Steingut, aber er hat auch Objekte aus Porzellan und Raku angefertigt.
Antoine De Vinck, ein großer Zeichner, nahm sorgfältigst Bedacht auf die Entwicklungsphase und verfasste zahlreiche Entwürfe, die er einer strengen, quasi nichtendenden Auswahl unterzog.
Seine Inspiration hat ihren Ursprung in den alten afrikanischen, südamerikanischen, asiatischen und europäischen Kulturen (Kelten). In seinem Werk findet man ein konstantes, über den religiösen Rahmen hinausgehendes Interesse für alles Spirituelle. Diese Polarität zeigt sich auch in den Bezeichnungen der Skulptur familien: Idole (Ende 1970), Atlanten, Cippes (Grabsäulen), Trophäen und Seelenspiegel.